# 리처드 로저스 (건축가)
리처드 로저스 남작(영어: Richard Rogers, Baron Rogers, CH, 1933년 7월 23일~2021년 12월 18일)은 이탈리아에서 태어난 영국의 건축가이며 하이테크 건축으로 유명하다. 2007년 프리츠커상을 받았다.

## 생애

### 유년기
이탈리아 피렌체의 영국계 이탈리안 가정에서 태어났다. 그의 친부 윌리엄 니노 로저스는 이탈리아 건축가 에르네스토 네이선 로저스의 친척이다. 로저스의 조상은 선덜랜드 출신으로 1800년대에 베네치아로 이주한 뒤 트리에스테, 밀라노, 피렌체 등지에 정착했다. 1939년에 윌리엄 로저스의 가족은 영국으로 돌아간다. 리처드 로저스는 영국에서 세인트 존스 스쿨에 다녔다. 학생 시절 로저스는 공부를 잘하는 편은 아니었으며 그로 하여금 “숙제를 읽고 외우지 못해서 멍청”하다고 생각하게 만들었다. 로저스는 같은 이유로 학창시절에 “매우 우울”했다고 밝힌 바 있다. 로저스는 11살이 될 무렵까지 글을 읽지 못했으며 성인이 되고 나서 첫 아이를 가지고 나서야 자신이 난독증을 가졌다는 걸 깨달았다. 세인트 존스 스쿨을 졸업하고 나서 엡솜 예술학교(지금의 런던 예술대학교)의 파운데이션 과정을 거친 로저스는 1951년부터 1953년까지 영국군에서 복무했다. 전역 후 런던에 있는 영국 건축협회 건축학교에서 수학하고 건축협회 학위(AA Dipl.)를 받았다. 1962년에 풀브라이트 장학 프로그램의 지원으로 예일 대학교 건축 석사 과정을 졸업했다. 예일대학교 재학 시절 노먼 포스터와 수 브럼웰을 만나게 된다.

### 건축가 경력(~1990년대)
예일 대학교를 졸업하고 뉴욕에 있는 스키드모어, 오윙스 앤드 메릴에 취직한다. 1963년 영국으로 돌아오면서 로저스, 포스터, 브럼웰이 웬디 치즈맨과 함께 팀 4를 결성한다. 이때 리처드 로저스와 노먼 포스터는 후일 대중 매체가 가리키는 하이테크 건축으로 유명세를 타게 된다.
1967년에 팀 4는 해체되지만 존 영, 로리 애벗, 그리고 로저스의 결혼 상대인 수 브럼웰과 함께 경력을 이어나간다. 1968년 초, 에식스주의 한 주택을 설계하면서 I자 빔을 활용한 유리 큐브 형태를 시도한다. 이어서 부모님을 위한 집을 설계하며 조립식 기술과 단순화된 구조 기법을 발전시켜나갔다.
리처드 로저스는 렌초 피아노, 지안프랑코 프란치니와 협업하며 1971년 여름, 조르주 퐁피두 센터 현상설계 공모 당선이라는 결실을 맺게 된다. 해당 설계에는 구조공학자 오베 아럽과 아일랜드 출신 엔지니어 피터 라이스가 참여했다. 이로써 로저스는 자신의 경력에 있어서 큰 도약을 하게 된다. 퐁피두 센터는 로저스의 건축에서 가장 특징적인 점이라고 할 수 있는 밖으로 드러난 내장 설비(수도, 단열, 환기 설비 및 계단 등)가 확립된 작업이다. 이 시도를 통해 로저스는 건물의 내부를 비우고 방문객을 향해 열린 전시 공간을 만들어냈다. 몇몇 평론가들에 의해 보웰리즘으로 일컬어지는 이 양식은 1977년 퐁피두 센터 준공 당시에는 생소했으나 지금에 이르러서 파리의 랜드마크로 받아들여진다. 로저스는 1986년 완공된 런던의 로이즈 빌딩에서 또다시 내/외부의 반전을 보여줬다. 이 역시 많은 논란 속에 런던을 대표하는 풍경이 되었다.

### 건축가 경력(2000년대~2020년)

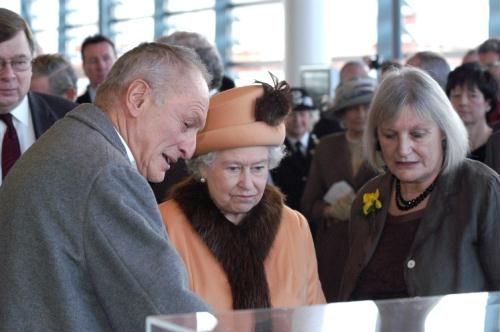
엘리자베스 2세 여왕과 함께 웨일스 의회 준공식에 참여한 리처드 로저스

1998년에 로저스는 영국 정부의 초청으로 도시 태스크 포스를 설립했다. 쇠락해가는 도시 부흥과 안전, 활동, 미관 문제 해결이 주된 목표였다. 결과물로 출판된 도시설계 백서 《도시 르네상스를 향하여》(Towards an Urban Renaissance)에는 미래의 도시 설계가를 위한 100가지 제안이 실렸다. 또한 몇 년 동안 런던 시의회에서 건축 및 도시 담당 자문위원으로 활동하기도 했다. 2001년부터 2008년까지 켄 리빙스턴 체제 런던 시 정부에서 수석 도시건축가 자리를 역임했다. 2008년 보리스 존슨이 시장으로 당선된 뒤에 수차례 자리를 지킬 것을 부탁받았지만 2009년 사임했다. 바르셀로나에서도 두 차례 수석 도시건축 자문위원으로 일했다.
2006년 5월, 파괴된 세계 무역 센터의 세 번째 마천루를 대체하는 새 건물의 설계 공모전에 최종 당선되었다.
2020년 완공된 서울 여의도의 파크원을 설계했다. 건물 하중을 견뎌내는 모서리의 철제 구조물을 외부에 그대로 노출시켜 한옥의 기둥을 형상화했으며 외부로 드러난 붉은 골조는 단청에서 영감을 받았다고 밝혔다. 파격적인 색상이 온라인 상에서 많은 화제와 논란을 낳았다.
2020년 6월, 43년 만에 대표직에서 사임했다. 회사의 계약에 따라 RSH+P는 2022년부터 그의 이름을 제외한 SH+P가 된다.

## 주요 작품
- 조르주 퐁피두 센터(렌초 피아노와 협작)
- 로이즈 빌딩
- 히스로 공항 제 5터미널
- 바라하스 공항 제 4터미널
- 밀레니엄 돔
- 파크원 타워

### 갤러리

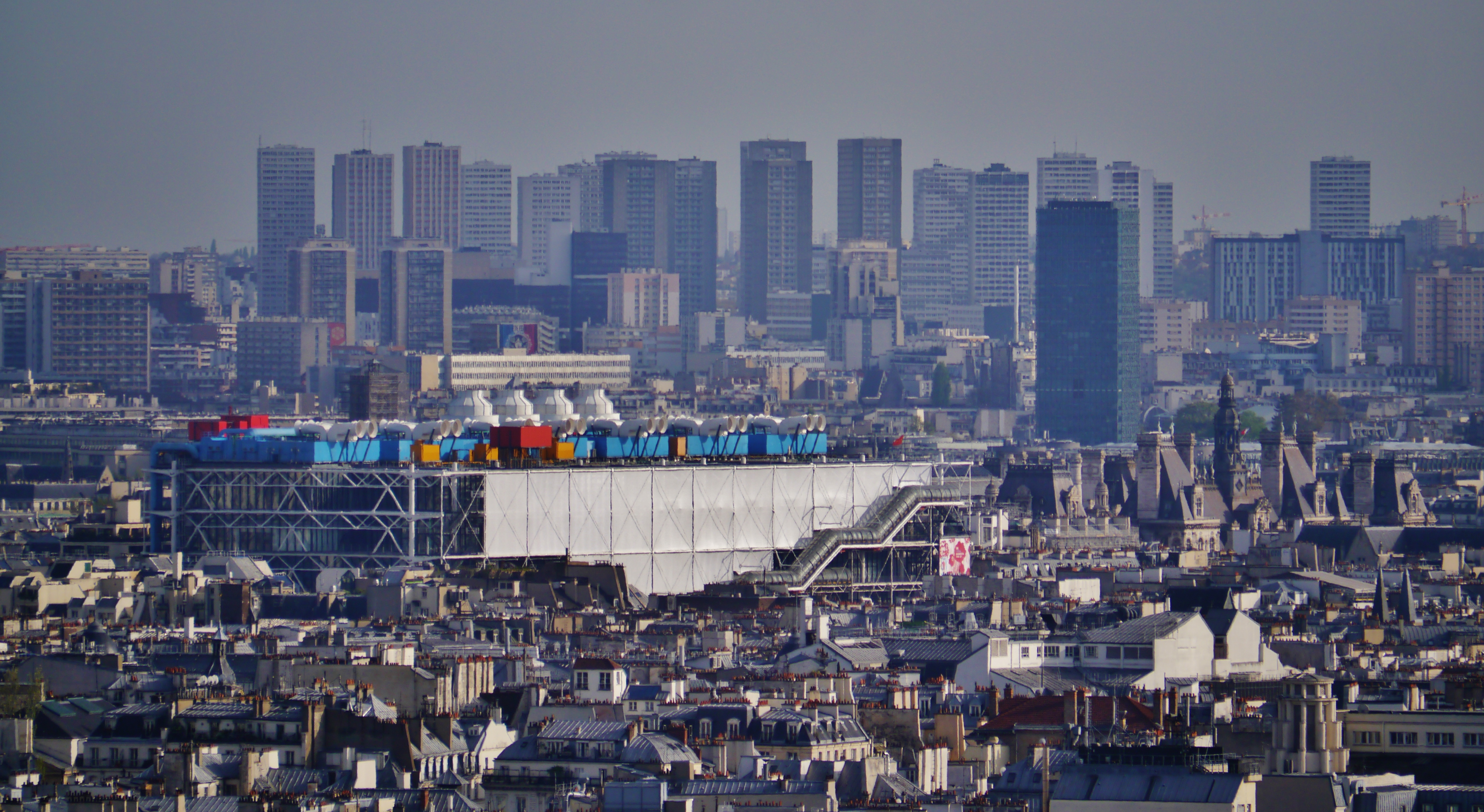
조르주 퐁피두 센터
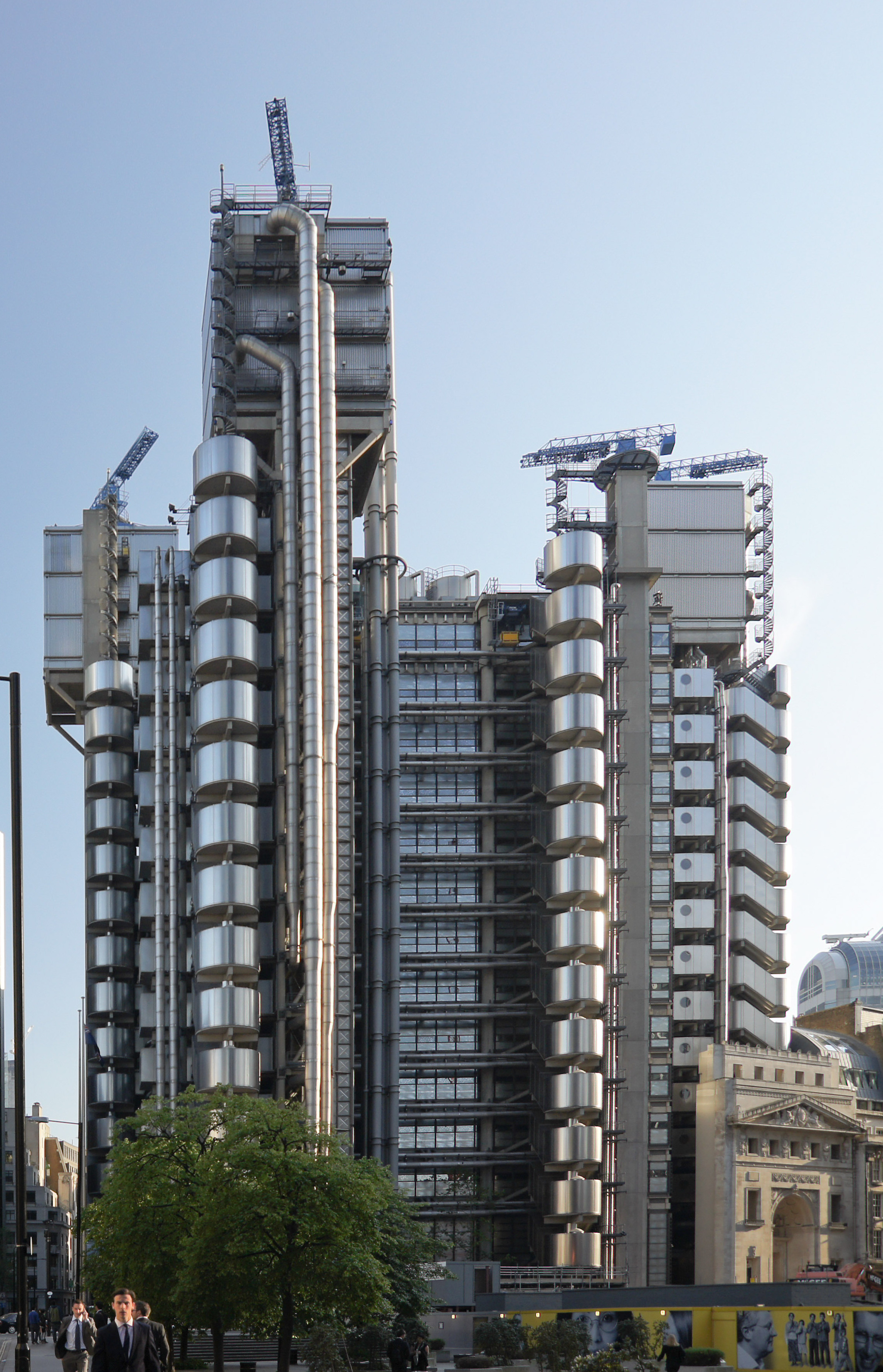
로이즈 빌딩 외관
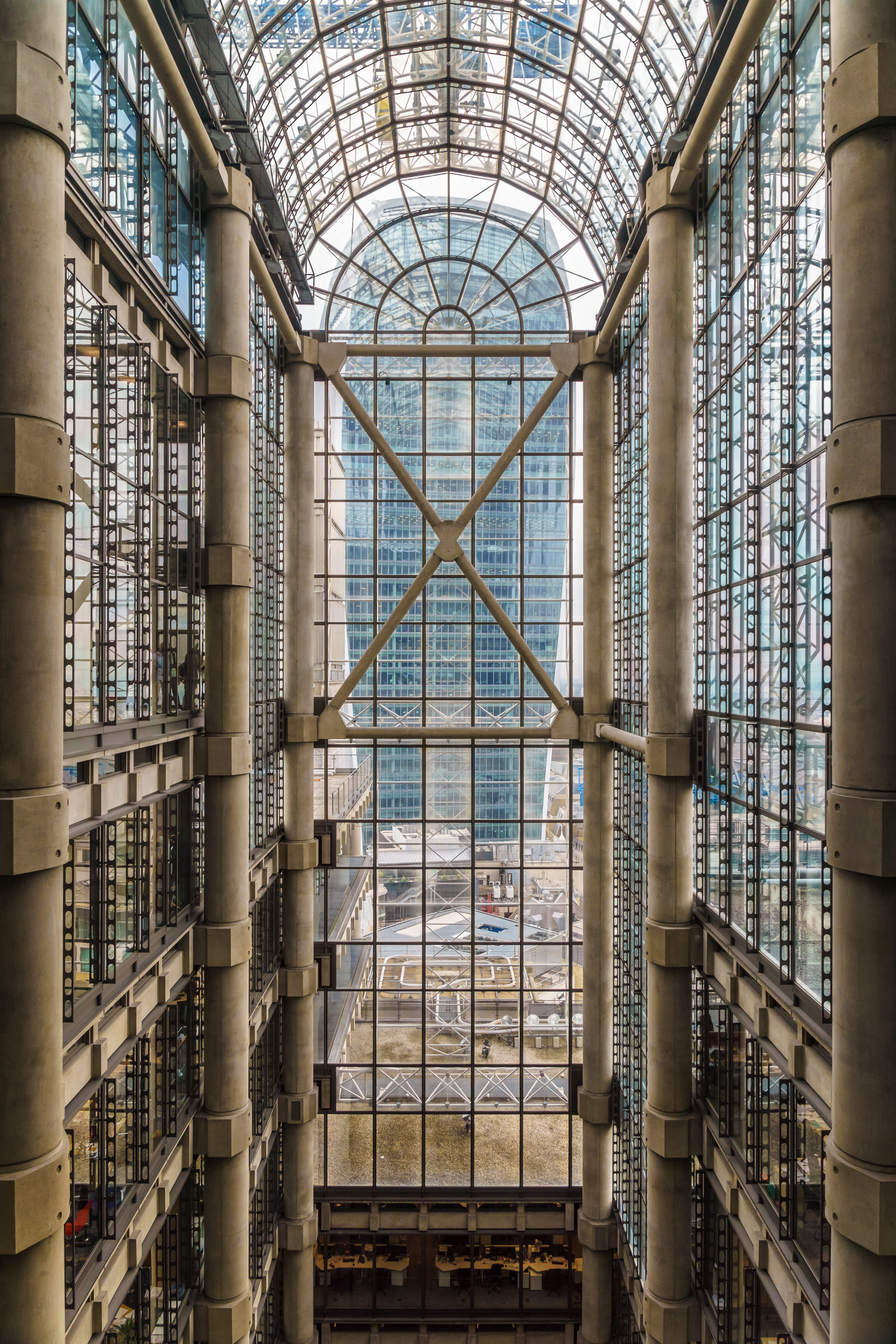
로이즈 빌딩 내부
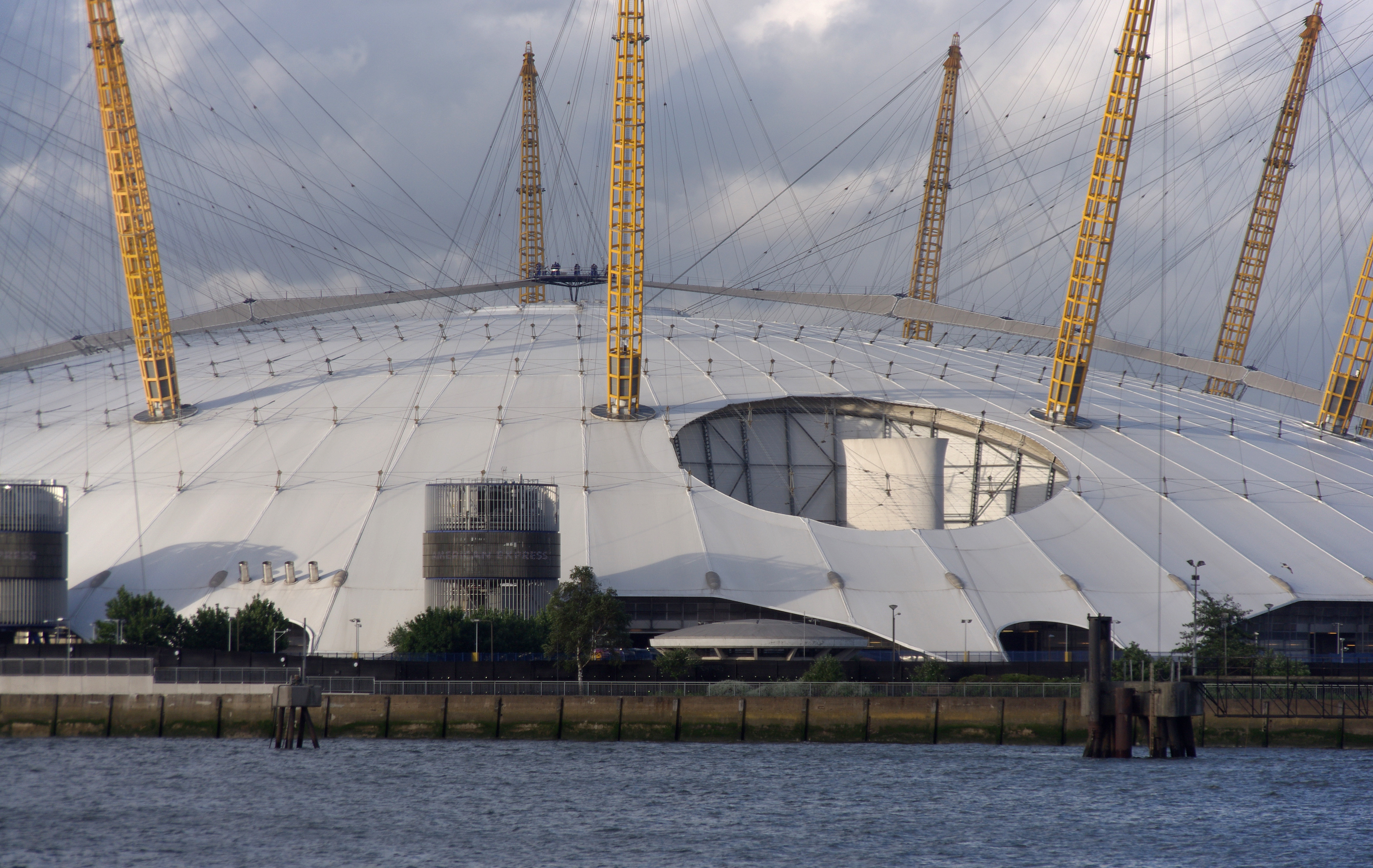
밀레니엄 돔
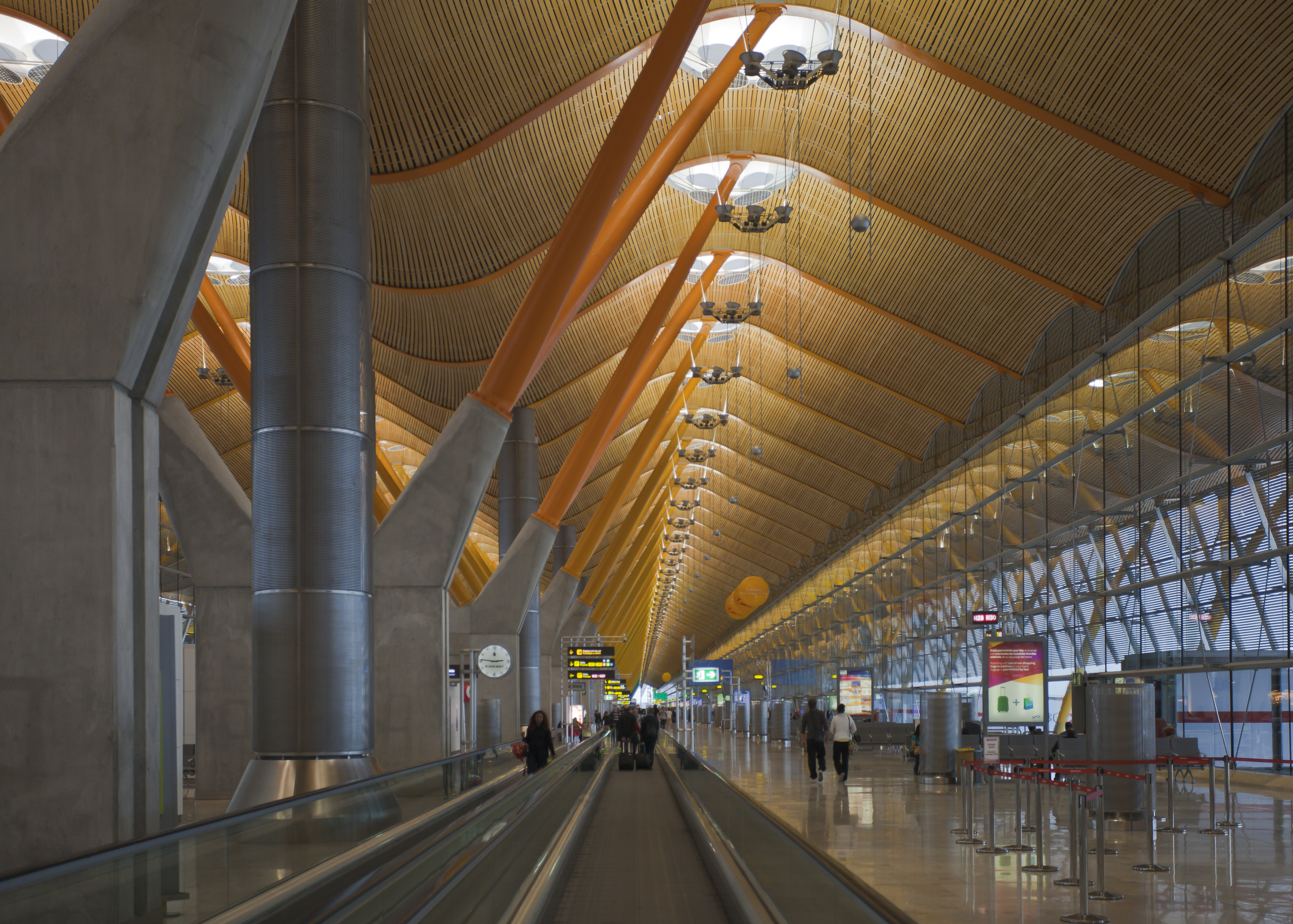
마드리드 바라하스 공항 제 4 터미널
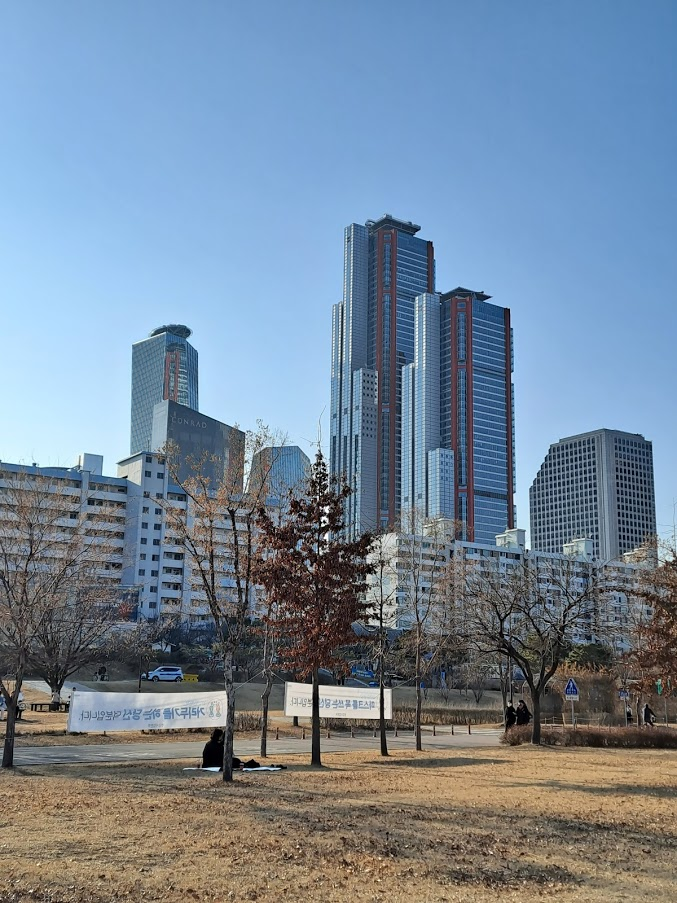
파크원 타워

## 서훈
- 1991년 기사작위(Knight Bachelor) 서임[12]
- 1996년 노동당 상원의원, 남작 임명
- 2008년 컴패니언 오브 아너(Order of the Companions of Honour, CH)[13]